# Barcelona Open Banco Sabadell 2017
Barcelona Open Banco Sabadell 2017 (có thể hiểu là Torneo Godó) sẽ là giải quần vợt chuyên nghiệp năm chơi trên mặt sân sân đất nện ngoài trời. Nó sẽ là sự kiện thứ 65 và là 1 phần của hệ thống ATP World Tour 500 series của ATP World Tour 2017. Nó sẽ diễn ra ở sân vận động Real Club de Tenis Barcelona ở Barcelona, Catalonia, Tây Ban Nha, từ 24 đến 30 tháng 4 năm 2017.

## Điểm và tiền thưởng

### Điểm
| Sự kiện | VĐ  | CK  | BK  | TK | 1/16 | 1/32 | 1/64 | VL | VL2 | VL1 |
| Đơn     | 500 | 300 | 180 | 90 | 45   | 20   | 0    | 10 | 4   | 0   |
| Đôi     | 500 | 300 | 180 | 90 | 0    | —    | —    | 45 | 25  | 0   |

### Tiền thưởng
| Sự kiện | VĐ       | CK       | BK       | TK      | 1/16    | 1/32    | 1/64   | VL2    | VL1  |
| Đơn     | €464,260 | €227,585 | €114,540 | €58,245 | €30,250 | €15,955 | €8,615 | €1,910 | €975 |
| Đôi     | €150,780 | €73,820  | €37,030  | €19,000 | €9,830  | —       | —      | —      | —    |

## Vận động viên nội dung đơn

### Hạt giống
| Quốc gia | Tay vợt               | Xếp hạng1 | Hạt giống |
| -------- | --------------------- | --------- | --------- |
| GBR      | Andy Murray           | 1         | 1         |
| JPN      | Nishikori Kei         | 5         | 2         |
| ESP      | Rafael Nadal          | 7         | 3         |
| AUT      | Dominic Thiem         | 9         | 4         |
| BEL      | David Goffin          | 13        | 5         |
| ESP      | Roberto Bautista Agut | 18        | 6         |
| ESP      | Pablo Carreño Busta   | 19        | 7         |
| GER      | Alexander Zverev      | 20        | 8         |
| FRA      | Richard Gasquet       | 22        | 9         |
| ESP      | Albert Ramos Viñolas  | 24        | 10        |
| URU      | Pablo Cuevas          | 27        | 11        |
| GER      | Philipp Kohlschreiber | 30        | 12        |
| ESP      | David Ferrer          | 33        | 13        |
| GER      | Mischa Zverev         | 35        | 14        |
| POR      | João Sousa            | 36        | 15        |
| ESP      | Feliciano López       | 39        | 16        |
| FRA      | Benoît Paire          | 40        | 17        |

- 1 Xếp hạng tính tới 17 tháng 4 năm 2017.

### Vận động viên khác
Wildcard:
- Albert Montañés
- Andy Murray
- Tommy Robredo
- Mikael Ymer
- Alexander Zverev

Vượt qua vòng loại:
- Chung Hyeon
- Taro Daniel
- Steven Diez
- Santiago Giraldo
- Thiago Monteiro
- Casper Ruud

Thua cuộc may măn:
- Yūichi Sugita

### Bỏ cuộc
Trước giải đấu
- Tomáš Berdych →thay thế bởi  Renzo Olivo
- Nishikori Kei (chấn thương cổ tay) →thay thế bởi  Yūichi Sugita
- Yoshihito Nishioka →thay thế bởi  Dustin Brown
- Donald Young →thay thế bởi  Radu Albot

## Vận động viên nội dung đôi

### Hạt giống
| Quốc gia | Tay vợt         | Quốc gia | Tay vợt           | Xếp hạng1 | Hạt giống |
| -------- | --------------- | -------- | ----------------- | --------- | --------- |
| FIN      | Henri Kontinen  | AUS      | John Peers        | 3         | 1         |
| GBR      | Jamie Murray    | BRA      | Bruno Soares      | 15        | 2         |
| CRO      | Ivan Dodig      | ESP      | Marcel Granollers | 27        | 3         |
| ESP      | Feliciano López | ESP      | Marc López        | 31        | 4         |

- Bảng xếp hạng được biết vào ngày 17 tháng 4 năm 2017.

### Vận động viên khác
Wildcard:
- Pablo Carreño Busta /  Juan Carlos Ferrero
- Jaume Munar /  Albert Ramos Viñolas

Vượt qua vòng loại:
- Marcus Daniell /  Marcelo Demoliner

## Nhà vô địch

### Đơn
- Rafael Nadal đánh bại.  Dominic Thiem, 6–4, 6–1

### Đôi
- Florin Mergea /  Aisam-ul-Haq Qureshi đánh bại  Philipp Petzschner /  Alexander Peya, 6–4, 6–3